# Saltillera
La saltillera, en tauromaquia, es una suerte que se realiza citando de frente al toro, con el capote situado por la espalda del torero. Nació directamente como respuesta a la manoletina, aunque esta vez ejecutada con el percal.

## Origen
Su primer autor fue Fermín Espinoza “Armillita”, que imitó la creación del Monstruo de Córdoba, citando de frente al toro, con el capote por la espalda, como para dar una gaonera por el pitón derecho (por donde se ejecuta siempre la manoletina) y una vez provocada la embestida del toro y llegada esta al embroque, el torero resuelve sacando el brazo por arriba de los pitones, barriendo el lomo con las telas, mientras el animal pasa por el costado del torero. Al final, el torero gira para quedar colocado para la siguiente o rematar con una caleserina, por ejemplo.

Aunque la saltillera, que toma su nombre de Saltillo (México), la localidad de nacimiento de Fermín, nació como un quite, pues el toro ya ha recibido un puyazo que ha ahormado su embestida y el torero ya ha descubierto su fijeza, pero últimamente también se ha ejecutado a porta gayola como alarde de valor para llamar la atención del público, como varias veces se le vio hacer al segoviano Víctor Barrio, o más recientemente al novillero Juan Carlos Carballo en la plaza de toros de Madrid.

## Variaciones
Otra de las variaciones que ha tenido esta suerte es la ejecución por el pitón izquierdo, entendiéndose como saltillera contraria, o valenciana, por su autor, Vicente Barrera Cambra, aunque pocas veces se hace esta distinción y se le sigue denominando saltillera, a secas, indistintamente por el pitón por el que se ejecute.

El siguiente paso en la evolución de este lance se viene dando en la actualidad, cuando ha surgido la saltillera de viaje cambiado, lo que no es otra cosa que, al citar de largo, ir cambiando el pitón por el que se va a resolver la suerte, moviendo el capote de un lado a otro por la espalda. A mayor número de cambios, más riesgosa y espectacular resulta. Roca Rey, Miguel Ángel Perera y Sebastián Castella son recurrentes expositores de esta última variante.